# Hyllisia vittipennis
Hyllisia vittipennis là một loài bọ cánh cứng trong họ Cerambycidae.